# Di Szwue
Di Szwue (jid. ‏די שבֿועה‎, Przysięga) – jedna z najpopularniejszych pieśni żydowskiego ruchu robotniczego, hymn lewicowej partii Bund. Jego twórcą był Szymon An-ski. Został napisany w 1902 roku i opublikowany w londyńskim czasopiśmie „Der Jidiszer Arbeter” (nr 14/1902). Do dziś jest śpiewany na spotkaniach żydowskich socjalistów.
Wersja An-skiego była przeróbką anonimowej pieśni o tym samym tytule, powstałej pod wpływem strajku tkaczy tałesów w Kołomyi w 1892 roku.
Tytuł Di Szwue nosił również hymn lewicowych syjonistów z partii Poalej Syjon. Był on adaptacją hymnu Bundu i miał identyczny refren, natomiast zwrotki zawierały odniesienia do wymarzonej żydowskiej ojczyzny. Dla rozróżnienia obu wersji używa się określeń „Przysięga bundowska” (jid. ‏די בונדישע שבֿועה‎ Di Bundisze Szwue) oraz „Przysięga Poalej Syjon” (jid. ‏די שבֿועה פֿון פּועלי־ציון‎ Di Szwue fun Pojle-Cien).

## Tekst[5]
Brider un szwester fun arbet un nojt,

ale, wos zenen cezejt un ceszprejt.

Cuzamen! Cuzamen! Di fon iz grejt,

zi flatert fun corn, fun blut iz zi rojt!

A szwue! A szwue – ojf lebn un tojt!
Himl un erd weln undz ojshern,

ejdes weln zajn di lichtike sztern.

A szwue fun blut un a szwue fun trern.

Mir szwern! Mir szwern! Mir szwern!
Mir szwern a trajhejt on grenecn cum Bund,

nur er ken di szklafn bafrajen acund.

Di fon di rojte iz hojch un brejt,

zi flatert fun corn, fun blut iz zi rojt!

A szwue! A szwue – ojf lebn un tojt!